# Пєеґлеська сільська рада
Пє́еґлеська сільська рада (ест. Pöögle külanõukogu, рос. Пээглеский сельский совет) — сільська рада в Естонській РСР, адміністративно-територіальна одиниця в складі повіту Вільяндімаа (1945—1950) та Аб'яського району (1950—1954).

## Історія
13 вересня 1945 року на території волості Карксі у Вільяндіському повіті утворена Пєеґлеська сільська рада з центром у селі Мяґісте. Територія сільради збігалася з волостю Пєеґле, що існувала впродовж 1866—1939 років.
26 вересня 1950 року, після скасування в Естонській РСР повітового та волосного поділу, сільська рада ввійшла до складу новоутвореного Аб'яського сільського району.
17 червня 1954 року в процесі укрупнення сільських рад Естонської РСР Пєеґлеська сільська рада ліквідована. Її територія склала західну частину Полліської сільської ради.